# Wester-Ohrstedt

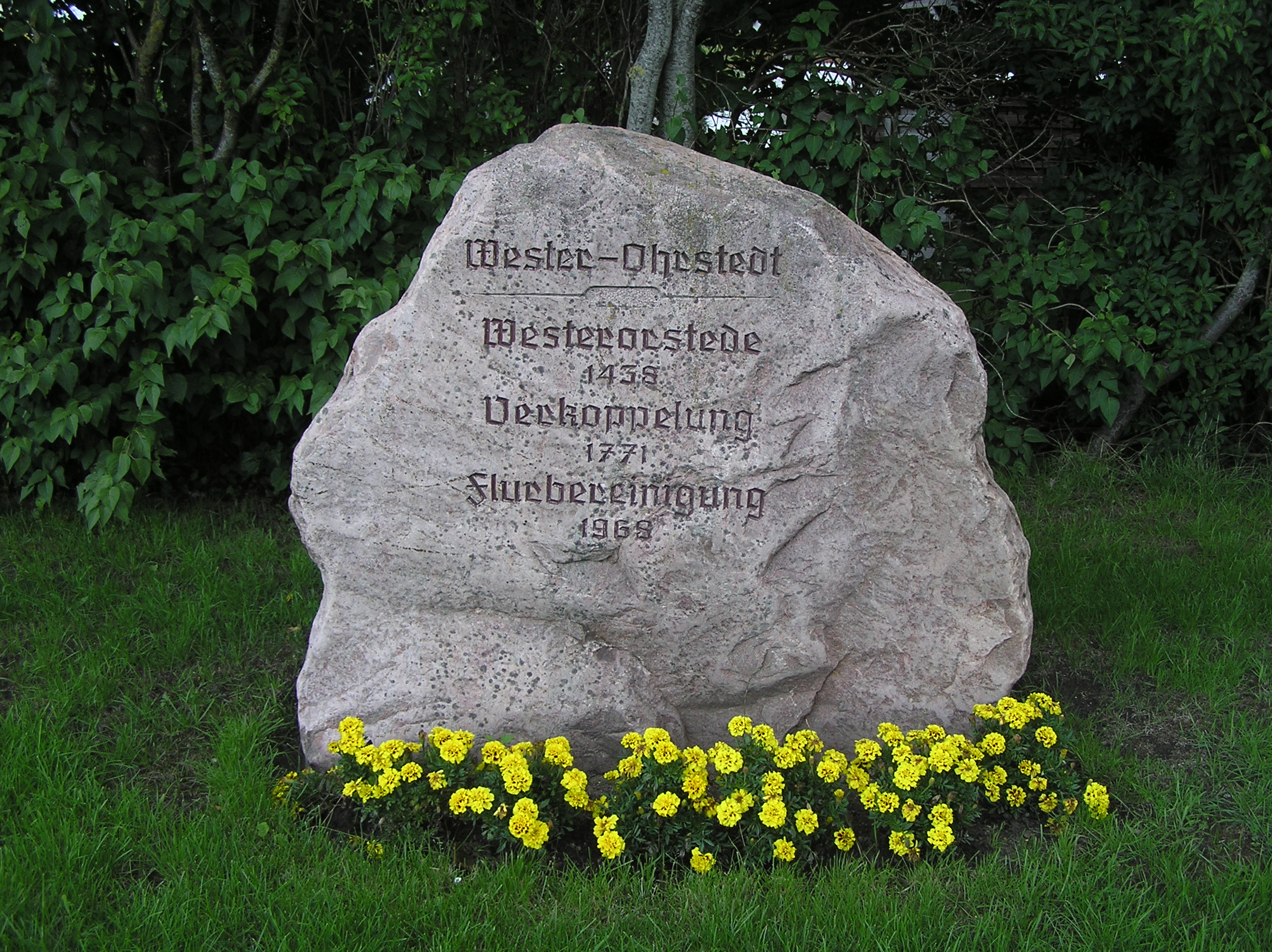
Denkstein

Wester-Ohrstedt (dänisch Vester Ørsted) ist eine Gemeinde im Kreis Nordfriesland in Schleswig-Holstein.

## Geografie
Das Gemeindegebiet von Wester-Ohrstedt erstreckt sich im Naturraum Bredstedt-Husumer Geest östlich von Nordfrieslands Kreisstadt und südlich vom Bachlauf der Imme, die weiter nordwestlich bei Viöl in die Arlau mündet. Die Husumer Mühlenau entspringt innerhalb des Gemeindegebiets östlich von Ohrstedt Bahnhof und fließt südlich von der Dorflage durch das Gemeindegebiet.

### Gemeindegliederung
Neben dem Dorf gleichen Namens befinden sich auch Ohrstedt-Bahnhof, Westerholz (dänisch Vesterholt), Bremsburg (dänisch Bremsborg), Pfannendorf, Haneburg, allesamt Häusergruppen, sowie die Höfesiedlungenen Arl und Brandenburg im Gemeindegebiet.

### Nachbargemeinden
Direkt angrenzende Gemeindegebiete von Wester-Ohrstedt sind:
|           | Immenstedt, Ahrenviöl                       | Oster-Ohrstedt                    |
| Schwesing | Kompassrose, die auf Nachbargemeinden zeigt | Treia (Kreis Schleswig-Flensburg) |
|           | Wittbek                                     |                                   |

## Geschichte
Hügelgräber aus der Jungsteinzeit und der Bronzezeit belegen eine frühe Besiedlung des Gemeindegebiets. Insgesamt sind mehr als 40 Funde und elf Grabhügel bekannt.
In der Zeit zwischen 1200 und 1420 befand sich im Südwesten des heutigen Gemeindegebiets die Haneburg. Bei den Anlagen handelte es sich wohl um eine sogenannte Turmhügelburg, von der aber heute nichts mehr erkennbar ist. Einzig die Namen einer Straße und eines Hofs erinnern noch an sie. Der Ort selbst wurde 1438 erstmals als Westerohrstede erwähnt.
Der Ortsname ist erstmals 1438 schriftlich dokumentiert. Der Name geht auf altnordisch ārr in der Bedeutung Bote, Engel oder altn. arðr (altdän. arthær) in der Bedeutung Pflug zurück, Ohrstedt hieße demnach Stätte des Boten oder Pflugstätte.
Anfang des Jahres 1770 erfolgte die Verkoppelung, bei der die Ländereien, die bis dahin zum größten Teil Gemeinschaftsbesitz waren, den Bauern durch Los zugeordnet wurden. Einige wenige waren auch bereit, sich außerhalb des Dorfs im Osten oder im Süden anzusiedeln, in Bremsburg, Westerholz und Arl.
Auch in Wester-Ohrstedt zog mit der Eröffnung der Südschleswigschen Eisenbahn im Jahre 1854 und dem Bau des Bahnhofs im heutigen Ortsteil Ohrstedt-Bahnhof das Zeitalter der Moderne ein. Seit 1984 gibt es hier jedoch keine Haltestelle mehr. Die Bahnstrecke wurde von Engländern gebaut, was auch den für die Region eigenwillig anmutenden britischen Stil des inzwischen abgerissenen Bahnhofsgebäudes erklärte.
Im Jahre 1890 wurden für die Deputatarbeiter des Gutes Westerholz am Schwabstedter Damm Häuser auf Rentenbasis gebaut. Die Straße wird seitdem „Rentenstraße“ genannt. Kurioserweise ist die korrekte Bezeichnung der Straße heute nicht eindeutig. Für die Häuser westlich der Straße ist die korrekte Bezeichnung Westerholz, für die Häuser östlich der Straße Bremsburg.
Bis zum Deutsch-Dänischen Krieg 1864 gehörte der Ort zum Kirchspiel Schwesing (Svesing Sogn) der Nordergoesharde innerhalb des zu Dänemark gehörenden Herzogtum Schleswig. Nach der Annexion Schleswigs und Holsteins durch Preußen wurde aus dem Gebiet des Kirchspiels Schwesing eine Kirchspielslandgemeinde gebildet. Sie umfasste neben Wester-Ohrstedt die fünf Dorfschaften Ahrenviöl, Hochviöl, Immenstedt, Schwesing und Oster-Ohrstedt.
Am 1. April 1934 wurde die Kirchspielslandgemeinde Schwesing aufgelöst. Alle ihre Dorfschaften, Dorfgemeinden und Bauerschaften wurden zu selbständigen Gemeinden, so auch Wester-Ohrstedt.
Im Jahr 1956 wurde der frühere Hof Ohlingslust zum Luftwaffenmaterialdepot ausgebaut. Dieses Depot besteht als dem Materialwirtschaftszentrum Einsatz der Bundeswehr unterstelltes Speziallager Wester-Ohrstedt noch heute.
Die Schulen in Bremsburg und Wester-Ohrstedt wurden 1964 geschlossen, als die Gemeinden Ahrenviöl, Oster-Ohrstedt und Wester-Ohrstedt eine aus allen drei Gemeinden leicht zu erreichende Dörfergemeinschaftsschule, die heutige GHS Ohrstedt, errichteten.
Im Jahr 1968 wurde eine Flurbereinigung durchgeführt. Im westlichen Ortsbereich wurden für Angehörige der Bundeswehr preisgebundene Wohnhäuser (Reihenhäuser und Mehrfamilienhäuser) in der so genannten „Eiderbau-Siedlung“, dem späteren Westerende, gebaut.
Ab 1974 wurden nacheinander die Baugebiete Osterende, Süderacker, An de Lehmkuhl, Achter de Wall und Nordahlweg ausgewiesen. Außerdem wurde eine Gemeindehalle, die auch zu Festlichkeiten genutzt wird, gebaut.
Seit dem Jahre 1997 gibt es in der dörflichen Hauptsiedlung eine Vollkanalisation.

## Gemeindevertretung
Bei der Kommunalwahl am 14. Mai 2023 wurden insgesamt 11 Sitze vergeben. Von diesen erhielt die Wählergruppe A Wester-Ohrstedt 4 Sitze und die Wählergruppe B Wester-Ohrstedt 7 Sitze.

## Wirtschaft und Infrastruktur

### Unternehmen
Die Wirtschaft ist ländlich-mittelständisch geprägt. Neben der Urproduktion der Landwirtschaft ist im Ort nahezu jedes handwerkliche Gewerk mit einem Unternehmen vertreten. Daneben besteht im Ort die Einkaufsmöglichkeit für Waren des täglichen Bedarfs.
Seit dem 16. Dezember 2013 ist in Wester-Ohrstedt ein MarktTreff angesiedelt. Als Ankerpunkt befindet sich hier ein Geschäft des Lebensmitteleinzelhandels; daneben sind hier auch ein Bäcker sowie eine Filiale der VR Bank Westküste (vormals Volksbank Husum) untergebracht. Der MarktTreff dient den Einwohnern als Treffpunkt fürs dörfliche Leben.

### Bildung
Die Gemeinde Wester-Ohrstedt hat einen evangelischen Kindergarten, in dem durchschnittlich 45 Kinder betreut werden. Seit August 2013 werden auch Kinder im Alter von unter drei Jahren in einer Kinderkrippe betreut.
Kinder und Jugendliche aus Wester-Ohrstedt besuchen die Grundschule Ohrstedt, die 1964 zentral zwischen den Ortslagen von Wester- und Oster-Ohrstedt sowie Ahrenviöl als Schulzentrum errichtet wurde. Sonder- und Realschüler sowie Gymnasiasten besuchen üblicherweise weiterführende Schulen in Husum.

### Verkehr
Durch das Gemeindegebiet führt in Ost-West-Richtung die Bundesstraße 201 von Husum nach Schleswig; außerdem die Bahnstrecke Jübek–Husum. Der vormalige Haltepunkt im Ortsteil Ohrstedt-Bahnhof ist jedoch nicht mehr in Betrieb.